# Like a Dragon: Ishin!
Ryū ga Gotoku Ishin! (яп. 龍が如く 維新！, кириліз.: Рю ґа Ґотоку Ішін!, досл. «Немов дракон: Відновлення!») — пригодницька відеогра, розроблена студією Ryu Ga Gotoku Studio та видана компанією Sega для платформ PlayStation 3 та PlayStation 4 у 2014 році. Є спінофом серії Like a Dragon, відомої раніше під локалізованою англійською назвою Yakuza. Гра вийшла 22 лютого 2014 року виключно в Японії та стала однією зі стартових ігор для консолі PlayStation 4. У лютому 2023 року було випущено ремейк під назвою Like a Dragon: Ishin! (яп. 龍が如く 維新！, кириліз.: Рю ґа Ґотоку Ішін! Ківамі, досл. «Немов дракон: Відновлення! Екстрім») для платформ PlayStation 4, PlayStation 5, Windows, Xbox One і Xbox Series X/S. Ремейк, створений на рушії Unreal Engine 4, отримав міжнародний реліз і став першою грою серії, в англомовній локалізації якої було використано назву Like a Dragon замість Yakuza.

## Сюжет
Дія гри відбувається в період Бакумацу (1853–1867), що знаменував кінець епохи Едо в Японії. Гравець бере на себе роль Сакамото Рьоми, котрий перебуває у стані душевної кризи через суперечливі соціальні обставини й пошук свого місця в суспільстві. Втягнений у переворот у Тосі та прагнучи знайти вбивцю, який позбавив життя його наставника, Рьома переховується під вигаданим ім’ям у місті Кьо (сучасне Кіото) та вступає до організації Шінсенґумі.

## Ігровий процес
Як і в інших іграх серії Like a Dragon, в Ishin! реалізовано складну бойову систему, схожу на ту, що використовується у Yakuza 5. Гравець керує одним головним персонажем — Сакамото Рьомою, який володіє чотирма бойовими стилями: мечник (використовує катану), стрілець (використовує пістолети), боєць (рукопашний бій у традиційному стилі) та дикий танцюрист (поєднання катани та пістолета). Гра впроваджує систему чеснот (англ. Virtue), які можна здобути за виконання побічних завдань, проходження основної сюжетної лінії, здобуття балів за виконання та інші дії; ці очки обмінюються на здібності. Серед нових типів побічного контенту — режим Battle Dungeon (підземелля з використанням спеціальних карт здібностей, відомих як Trooper Cards) та сюжетна лінія «Інше життя», де Рьома має сплатити борги дівчини, на ім'я Харука, яка потрапила у скруту через хворобу. У грі також присутні традиційні для серії мініігри: азартні ігри, караоке, бійцівська арена тощо.

## Розробка
Демонстраційна версія обсягом 2,4 ГБ під назвою Ryū ga Gotoku Ishin! Demo Version була випущена 13 лютого 2014 року через японський PlayStation Store. Того ж дня вийшов безплатний додаток Ryū ga Gotoku Ishin! Free App for PlayStation Vita (2,6 ГБ). 22 лютого 2014 року на японському PlayStation Store з’явився додатковий контент Digest Narration Voice (200 КБ) за ціною ¥300.

## Реліз
За перші два дні після релізу Ryū ga Gotoku Ishin! було продано 138 158 копій для PlayStation 3 і 82 540 копій для PlayStation 4, загалом — 220 698 копій. Станом на 31 березня 2014 року загальні продажі склали 390 000 копій. Гра отримала високі оцінки від японського видання Famitsu: 38/40 (версія для PS3) і 39/40 (версія для PS4).

## Ремейк
14 вересня 2022 року на офіційному акаунті Ryu Ga Gotoku Studio у Twitter було анонсовано ремейк Ryū ga Gotoku Ishin! під назвою Like a Dragon: Ishin!, реліз якого відбувся 21 лютого 2023 року. Рішення про локалізацію гри для світового ринку було частково зумовлено успіхом західних проєктів, зокрема Ghost of Tsushima, що також розгортається в історичному самурайському сетингу. Безпосередня розробка ремейку розпочалась у вересні 2021 року після завершення попереднього дослідження можливостей рушія Unreal Engine і тривала приблизно 18 місяців.
Ремейк зберігає більшість елементів ігрової механіки оригінальної версії, за винятком системи Trooper Cards, яку тепер можна застосовувати опціонально під час звичайних боїв. Крім того, деякі бої з босами були змінені, зокрема боси отримали унікальні здібності. У грі також було оновлено акторський склад — низка персонажів отримала нові голоси, їх озвучили актори, які раніше працювали над серіями Yakuza 0, Yakuza 6: The Song of Life та Yakuza: Like a Dragon.
Мінігра караоке була розширена: додано дві нові пісні, яких не було в оригінальній грі, зокрема нову версію популярної пісні серії «Baka Mitai» (яп. ばかみたい, досл. «Я поводився як дурень») та абсолютно нову композицію «Ichizu Samurai» (яп. い・ち・ず・侍, досл. «Самурай відданого серця»). Усі пісні мають перекладені субтитри не лише англійською, спрощеною та традиційною китайською, корейською, а також вперше французькою, німецькою, італійською та іспанською мовами. Крім того, реалізована опція перемикання між відображенням текстів пісень у форматах кандзі/ромадзі та перекладеними субтитрами (окрім японської локалізації), подібна до функціоналу Yakuza Remastered Collection.
Попри те, що попередні ігри студії, як-от Yakuza: Like a Dragon та серія Judgment, підтримували багатомовне озвучення, у ремейку Ishin! ця функція була відсутня. Гра вийшла лише з японською озвучкою, як і оригінальна версія. У інтерв’ю під час Tokyo Game Show 2022 директор студії Масайоші Йокояма пояснив, що це пов’язано зі складністю адаптації діалогів епохи Бакумацу, зазначивши: «це зробило б репліки надзвичайно довгими, тож це просто не працює».
У січні 2023 року компанія Sega анонсувала набір завантажуваного контенту під назвою Elite General Trooper Cards, який містить шість карт, створених на основі відомих осіб, зокрема реслера Kenny Omega (All Elite Wrestling), актора Rahul Kohli та віртуальної YouTube-персони Nyatasha Nyanners.
16 лютого 2023 року на офіційному акаунті Sega у Twitter було оголошено про вихід демоверсії боїв для PlayStation 5, Xbox Series X/S та Steam.

## Сприйняття

### Рецензії
| Агрегатор  | Оцінка                                 |
| ---------- | -------------------------------------- |
| Metacritic | (PC) 80/100 (PS5) 81/100 (XSXS) 79/100 |

| Видання               | Оцінка  |
| --------------------- | ------- |
| Destructoid           | 8/10    |
| Digital Trends        | [ 21 ]  |
| Game Informer         | 8.25/10 |
| GameSpot              | 8/10    |
| GamesRadar+           | [ 24 ]  |
| IGN                   | 7/10    |
| NME                   | [ 26 ]  |
| PC Gamer (США)        | 78/100  |
| Push Square           | 8/10    |
| RPGFan                | 85/100  |
| Shacknews             | 8/10    |
| Video Games Chronicle | [ 31 ]  |
| VG247                 | [ 32 ]  |

Like a Dragon: Ishin! отримала загалом позитивні відгуки, згідно з агрегатором Metacritic. Видання Eurogamer високо оцінило побічні історії, але зазначило застарілий вигляд гри: «Попри те, що гра повністю перероблена на Unreal Engine 4, команда залишила ту саму структуру — із завантаженням між локаціями та персонажами, які рухаються, як маріонетки з часів PS3». Видання Polygon похвалило візуальне відтворення Кіото XIX століття: «Оточення чудово опрацьоване — ґрунтові дороги оточені кленами та струмками, що перетинають місто».

### Продажі
У перші п’ять днів після релізу Like a Dragon: Ishin! було продано 35 897 фізичних копій для PlayStation 4 і 31 439 копій для PlayStation 5, що в сумі дало 67 336 копій. Упродовж чотирьох тижнів після релізу обидві версії залишались у топ-30 продажів, досягнувши загальної кількості в 85 725 фізичних копій у Японії.